# ウィッチクラフトワークス
『ウィッチクラフトワークス』（Witch Craft Works）は、水薙竜による日本のファンタジー漫画作品。『good!アフタヌーン』（講談社）にて、第9号（2010年3月5日発売）から2022年3号（2022年2月7日発売）まで連載された。その後は番外編『ウィッチクラフトワークスEXTRA』が連載中。
水薙にとって通算2作目・「水薙竜」名義では初となる連載作品。現代社会のようでありながら歴史の影で「工房の魔女」と「塔の魔女」と呼ばれる2派閥の魔女が対立を続けてきた世界を舞台とし、ごく普通の高校生として生活をしていながら突如塔の魔女に襲われ始めた主人公・多華宮仄（たかみや ほのか）と、仄の同級生であり彼を守ることを使命とする工房の魔女・火々里綾火（かがり あやか）の交流や活躍を描く。
2014年1月から同年3月までテレビアニメが放送され、2016年にはパチスロ化している。

## あらすじ
知力も運動能力も平凡な男子高校生・多華宮仄は突然「塔の魔女」に魔法によって襲撃される。そこに学園の「姫様」と呼ばれる火々里綾火が現れ、同じく魔法によって助けられる。彼は、あらゆる破壊と再生を司る火の魔法「ファイアクラフト」白姫エヴァーミリオンが自分の中に封印されており、「塔の魔女」がその力を狙い、住んでいる冬月市の「工房の魔女」が彼を守っていると教えられる。
工房の魔女としてはエヴァーミリオンの力を封印し悪用を防ぐことが目的と教えられるが、綾火の目的とはそれとは微妙に異なり、多華宮仄が平凡な日常を送ることこそが一番大事であることを繰り返し強調する。またそれを守るために工房の魔女全体とは優先させることが微妙にズレた行動を取り、時に対立もする。
多華宮仄は自分の中にエヴァーミリオンがなぜ封印されているか知らず、数年前からの記憶がない。また、綾火もなぜ多華宮仄を守らなくてはいけないかの理由が分からず、同じ時期からの記憶がないことが判明する。
やがて5つある封印は徐々に解かれていき、仄はその力を取り戻していくと共にいくつかの出来事から記憶を取り戻していく。
終わりの魔女の一人、宝月かざねと仄の母、多華宮小町は学生時代に友人であり、小町が怪我をしたときにかざねは自分の血の力で彼女を助けた。かざねの力は強大なため余計なトラブルを招かぬよう以後は関係を断っていたのだが、数年後に小町の息子、仄火にその力が受け継がれていたことが判明する。かざねはその力を制御できるようにと仄火をあちこちの武者修行に連れ回すことになった。
仄火が12歳のとき、魔女の名家である火々里家の怪物退治へと呼ばれた二人は、そこに潜り込み当主となった火々里火陽が血を濃くした綾香という子供を監禁し、エヴァーミリオンを封じ込めるという実験をしていることを知る。かざねは火陽を封印し、娘である綾香も処分しようとする。仄火はそれに逆らい、エヴァーミリオンと契約し、自分の名前の火の文字を与えて綾火という眷属として復活させる。かざねの力を継いでいる彼はエヴァーミリオンを制御するだけの魔力を備えていたのである。
すべては綾火に普通の生活をさせてあげたいという仄の願いから出た行動であり、かざねもそれに理解を示し、彼の処分を避け日常生活を送らせるために冬月市の工房の魔女となる決意をする。かざねは火々里家の当主となり綾火を養子として迎えた。そしてファイアクラフトは封印され、二人の記憶も封印されたというのが最初の顛末であった。やがて記憶がないまま綾火は仄を見つけ出し、同じ高校生活を送ることを希望する。かざねはその願いを聞き入れ冬月高校の理事長となる。
火々里火陽の部下の暗躍により封印は解かれ復活する。仄と綾火はかざねを含む多くの魔女の力も借りて火陽と対峙し、ファイアクラフトの力を使って彼女の呪いを癒し、すべての因縁に決着をつける。
冬月高校の文化祭の夜、二人の前に工房の魔女の評議会議長であり、すべての魔女を統べる魔女フルカネルリが現れる。彼女は、仄の望みである平穏な日常の対価として、自分のために働くことを求める。仄はそれを受諾する。そこで魔女たちの中での仄の立場が保障されることになった。
ある日、仄は綾火を二人の思い出の場所へと誘う。そこで彼女も過去の出来事と仄が自分にしてくれたことをすべて思い出すのだった。

## 登場人物

### 主要人物
多華宮 仄（たかみや ほのか）
声 - 小林裕介
主人公。冬月高校に通う平凡な高校生。2年生の5月に転校してきた。自分を表するに「何処にでもいる普通の高校生、見た目はパッとしない、運動神経は悪い、成績もイマイチ」としている。
自らより身長が頭一つ以上高い、学園の同級生かつマドンナである綾火に助けられて以来、自身に眠る白姫をめぐる工房の魔女と塔の魔女の争いに巻き込まれていくことになる。
塔の魔女に襲われて綾火に助けられる際には、ほとんどは仄は綾火に「逆お姫様だっこ」される。綾火には「多華宮君は私のお姫様だから」と言われる。
性格は温厚かつ非常に天然でやや内向的だが、カツアゲされていた同校生徒を助けようとしたりなど正義感は強い。
今まで自分を護り続けていた綾火の力になろうと弟子入りを志願した。将来の夢は「お婿さん」。
小2から小6までかざねに弟子入りして「強い男に育てるため」と鍛えられていたことと小6まで綾火と交流があったことに関する記憶を深影恭一郎の手により消されている（当時かざねからは「仄火〈ほのか〉」と呼ばれていた）。自身に眠る白姫を塔の魔女たちから狙われ、自分を守っている綾火を救うためにその封印を解いてしまう。5つの封印は徐々に解けてきている。ウィークエンドが来襲した際には工房の魔女を救うべく街と契約を交わし、さらにウィークエンドに虐殺された人々を救うべく自分の命を対価にこれを救った（自身は綾火のおかげで助かった）。封印が解けるごとに本来持っていた高い能力が復活していく。第三の封印が解けた後は、身体能力・頭脳の向上が顕著になった。
綾火が積極的に関わるようになったことで、塔の魔女のみならず綾火を慕う全校生徒からも殺意と嫉妬を浴びることになってしまい、下駄箱へ不幸の手紙や藁人形を大量に入れられる生活を強いられる羽目になる。ついには交際を正当化しようと考えた綾火により、生徒会長となった。当初はやっかまれながらも奮闘し、そのおかげもあって徐々に認められてきている。
初期設定では女性にする案もあった。名前が中性的なのはそのためである。
白姫エヴァーミリオン（しろひめエヴァーミリオン）
声 - 能登麻美子
仄の体内へ5つの封印を施されて眠っていた魔女。メデューサに襲われて綾火が窮地へ陥った際、仄がクロノワールシュヴァルツから渡された力を引き出す飴をなめたところ第1の封印が解け、一時的に具現化した。仄のことを気に入っており、「仄きゅん」と呼ぶ。現在は眠っているが、いずれ5つの封印が解けて復活する。仄とりのんの決闘中には第2の封印が解け、ウィークエンドとの戦いの中で第3の封印が解けた。
全ての魔法の根本たる元素魔法クラフトワークの中でも、あらゆる破壊と再生を司る火の魔法「ファイアクラフト」を操る。自らの魔力を分け与えることで眷属を作り出せる、数少ない存在でもある。
元々は邪悪な存在として人々から認識されており、自身でも火の悪魔を自称していたが、仄との契約によって容姿も変わり、清純で神々しいイメージに変化した。ファイアクラフトとなることで自由に力をふるうことを喜びとするが、同時に人格は徐々に消えて力のみの存在となることが運命づけられている。
火々里 綾火（かがり あやか）
声 - 瀬戸麻沙美
仄の同級生。抜群のスタイルを持つ美少女。理事長の娘。「炎の魔女」。2年F組出席番号6番。身長は仄よりも頭1つ分高い。体は火でできている。
校内の全生徒から「姫様」と慕われており、「火々里綾火親衛隊」なる組織まで存在する。
非常にクールで、いかなる時も表情を崩さず、真顔。
行動指針は極めてシンプルで全て「仄のため」。それゆえ、他のことは一切意に介さない。
母のかざねたち、親同士が決めた許婚でもある仄を溺愛して甘やかす一方、敵対する魔女や仄を傷つける者には容赦なく、魔女のみならず一般人にも発火魔法で攻撃しては、かざねからよく怒られている。
使命で仄を守っており、仄との小6までの交流の記憶は消されているが、仄を命を懸けて護るという使命だけは覚えている。
彼への溺愛のきっかけは昔の記憶とうかがえる毎晩見ていた夢によるもの。中学時代に仄を探し当てて以降、ずっと彼の傍にいる。また、仄を発見した際にはお腹の古傷がうずいていた。また仄が街との契約をしたことをきっかけに実家のアトリエで仄との交流の記憶の一部、仄が命をかけて綾火の命を救ったことなど、を思い出す。
工房の魔女の一員であり、以前よりずっと仄を陰ながら護衛していた（登校時間が同じ、同じクラス、隣の席、日直がいつも一緒など常に仄の傍にいたが、全く気づかれていなかった）。しかし、たんぽぽの式神による襲撃以降、積極的に仄の生活に干渉するようになる。白姫によるメデューサへの攻撃の余波で邸宅が全壊した後は、多華宮宅へ居候している。また、自身の権力による仄の生徒会長（強制）就任に伴い、自身は副生徒会長となった。
仄を24時間守るため多華宮家で仄と同棲することになったが、仄が非常に奥手で古風な考えを持つために男女関係は全く進展していない。
正体は「ファイアースターター」（発火術師）と呼ばれる魔女であり、記憶はないが仄を主人とする騎士の契約を結んでおり、仄の体内に封印されている白姫から無限に近い力を供給されほぼ無敵となっている。母かざねの方針により中学時代には巨大な猛獣を魔法なしに素手で倒せるように鍛えられたため本人の身体能力による物理戦闘能力も高い。魔力を失う事態へと陥った時にウィークエンドの部下ジブラルタアルに襲われ巨大な岩でできたゴーレムを飛び膝蹴りで倒している。両腕でのアイアンクローで2人を同時に吊り上げることができ、魔法も使わずに素手でKMM団を撃退するようになる。ドアノブや手錠などはその強力な腕力で素手で軽く破壊できる。虎を素手で倒して有名になった「熊殺しりのん」とは中学の時には良く理由もなく一日中殴り合っていた仲だった。身長に設定は無いと作者は言っているが仄より頭一つ分以上は高い。
以前は人に謝るなどということは絶対にしない性格であったが、仄との生活で若干変わりつつある。
実母は火陽（後述）であり、仄との過去の出来事以降にかざねの保護下に入った。仄の眷属となることで綾香から綾火へと名前が変わった。
多華宮 霞（たかみや かすみ）
声 - 茅野愛衣
仄と同じく冬月高校に通う妹。ウェーブヘアにカチューシャが特徴。
平然と兄の部屋へ入り浸ったり、彼の入浴中に一緒に入ろうと全裸で浴室へ乱入するなど、独自の兄妹観を持つゆえに理不尽な義務と権利を要求するうえ、何かにつけて追及しまくるほどのストーカーでもある。普段は平穏を装っているが、兄に関することに際すると前述の理由から暴走する。兄との結婚を夢見る、封印が解けて狙われる身となった兄との駆け落ちを目論んだこともあるなど、兄に対する感情は恋愛のそれだが、性知識が疎いこともあり全く自覚していない。図らずも天敵である綾火と同じく、兄のことを一番に考えている。そのブラコン度合いから、母親から本気で憂慮されており「いい加減お兄ちゃん離れしなさい」と説教された。
実は冬月市の街を護る5人の魔女の1人候補（欠員が出た場合の補欠）で、師匠はりのん。仄の「家にいる時と休日」の護衛担当。背中に「正義」の刺繍をした個性的なハーフコート状のマントを羽織り、ぬいぐるみを操る。
彼女の魔法は「お兄ちゃんからもらったぬいぐるみ」を操れること。そのことを知ってから仄にぬいぐるみをせがみ続けた結果、大量のぬいぐるみを所有しており、さらに練習して一度に操れるようになっている。
現在は快活で明るい性格だが、幼い時は乱暴で反抗的だった様子。 
摩訶ロン
声 - 茅野愛衣
14歳の誕生日に仄からプレゼントされたクマのぬいぐるみ。名前の由来は仄の大好物であるマカロンから。もらった次の日から動き出したことで、霞は自身の魔法を自覚することが出来るようになった。霞次第で自在に巨大化でき、彼女に駆られる形で戦う。
霞に指示されなくても独自に動いたり表情を変えるなど、普段から自我を持っていることがうかがえる。綾火を酷く恐れているが、理由は不明。ウィークエンド戦終盤では、たんぽぽの部下と友達になっていた。

### 工房の魔女
火々里 かざね（かがり かざね）
声 - 大原さやか
綾火の母であり、冬月高等学校の理事長。冬月市の工房長でもあり、工房の魔女（主に綾火や霞）が引き起こした事態の収拾などを裏で行っている。
「終わりの魔女」の称号を持っている実力者。終わりの魔女としての名は「バッドエンド」。その強大な力は棗からは「神話級」、メデューサやキオラパメラをして「魔女の頂点の一つ」「化け物の様な魔力」と評されるほど。
白姫を抑えられるほどの力を持ち、「竜の歯（ドラゴントゥース）」「拷問屋」「迷探偵かざね」などの異名を持つ。親戚からも畏れられ、怒ると角が生える。その実力は不完全なメデューサでは手も足も出ず、白姫と契約した綾火さえ母には敵わないと考えるほど。 コーヒーなどに角砂糖を山盛りで入れるほど、常軌を逸した極度の甘党である（この性質は娘の綾火も同様）。
理知的だが考察力に欠け、要所要所で見当違いな推察をしてしまう。頭は良いがバカとクロノワールやメデューサから評されている。また、若干の親バカであり、綾火が姫様特権で仄を生徒会長にした際の建前の演説に感動して泣いていた。そのせいか、白姫の封印が解けたことにはウイークエンド戦までは気づいていない。理事長の前はこけし職人をしていた。往年の学生時代は冬月市の女番長であり、仄の母の小町とはその当時からの親友。
仄が傷つこうが綾火が死のうが封印だけは解かれるなと綾火には言っていた。封印が1つでも解けたらかざねが仄ごと封印すると周囲は考えていて、綾火は封印が１つ解けた仄を護るため母を倒そうと必死になった。ところがいつの間にか封印が全部解かれたらかざねが全てを終わらせる、に基準が甘くなっていた。ウイークエンド戦の際にはかざねは力が回復していたにもかかわらず参戦もせず、仄（白姫）が奪われても仕方が無いと考えていたという。
敵であろうが娘であろうが基本的に敬語を使う（口調は傲岸不遜だが）。仄にも年上には敬語を使うことと躾けた。
昔の思い出として十字軍遠征やフランス革命を思い出している（娘曰く天然理心流の使い手で新撰組にもいたとのこと）ことから、数百年を生きていることがうかがえる。塔の魔女のクロノワールとは知人であり、理事長代理を任せたこともある。かざねとクロノワールの出会いについては魔女の恋人に描かれている。
もともとは塔の魔女であり、本編の時間より以前には「宝月かざね」の名で仄を弟子として放浪していた。その際に人助けのつもりで入った火々里家で火々里火陽の外道を知り、その後に火陽を捕縛。工房の魔女から長年追われていた火陽を手土産に工房入りし、火陽の監視を名目に冬月市の工房長に収まり、同時に火々里家の当主となり綾火を養育するようになった。
お福
声 - 斉藤佑圭
「こけし職人」の異名を持つかざねがフランス人形から感化されて創り出した、大きなこけしの使い魔。着物姿でフワフワ浮く雲の上に乗っている。顔の正面はおかめのようなにこやかな顔をしているが、後頭部には角を生やした「ダークお福」の顔がついており、緊急時には顔がそれに変わってしゃべれるようになる。
深影 栞（みかげ しおり）
火々里家に仕える工房の魔女。深影恭一郎の姉で、棗の母。
女郎蜘蛛を使役する魔女で、火々里家の護衛を一任されている。蜘蛛との契約によって呪いを受け、また両手の掌に印があり、隠すために手袋をしている。容赦のない性格で実娘の棗であっても容赦がないが、後述の過去から小町とその息子である仄には非常に甘い。多華宮家の幸せが人生の目的の1つとなっており、恭一郎を洗脳して仄に歪んだ感情を持たせたり、また棗を仄と結婚させるつもりだった。そのため、綾火とは仲が悪い。
学生時代に掌を見られたことでいじめを受け小町に助けられる。その後、自身が休学となって、代わりに小町がいじめの対象となり、恩返ししたいと考えている。この件があり、小町や彼女を助けたかざねとは親友同士となる。
氷尾 真冬（ひお まふゆ）
火々里家に仕える工房の魔女。凍子の母。
由緒ある魔女の末裔だが、真冬自身の能力は低く、現在は没落している。火々里家に使用人として住み込みで働いており、栞からはいつも小言を言われている。能力の高い娘・凍子が自慢。
ローランとウィネ
声 - 尾崎真実（ローラン）
メデューサを管理しているドイツのローテンブルクの工房から派遣された、「刺青の魔女」と呼ばれる姉妹。自分より高位であるかざねに対しても、慇懃無礼な口調で話す。ルフという巨鳥に乗る。捕縛状態のメデューサをかざねから強引に奪ったため、最終的にメデューサを逃がしてしまう羽目になる。
その後は冬月
アルシナ
「始まりの魔女」と呼ばれる、工房を作った創始者である魔女の一人。かつては「冬の嵐」と呼ばれた強大な魔女で、白姫エヴァーミリオンとも旧知の仲。かざねの上司にあたるためかざねであっても逆らえない。
かざねが工房長として冬月市を管理していることを知りつつ、仄の抱える危険性や塔の魔女が市内に複数潜伏しているといった報告等から自ら調査のために冬月市に滞在、さらには冬月高校に1年生として転入する。その際の活動のためにかざねにねじ込む形で火々里姓を名乗る。
仄がエヴァーミリオンの器として相応しい人間かを調査するという名目であるが、そもそもエヴァーミリオンと契約した者は歴史上必ず力に溺れて堕落してきていたため、「仄も今までの契約者と同じように危険であること」を証明することが調査の目的と化している節がある。
人を物（家具）に変える魔法を得意とし、気に入った物はそのまま私物として自室に置いている。一方で所有した時点で満足するタイプらしくその管理はかなりずさんで、段ボールに詰め込んだまま放置する、どの魔女をどの家具に変えたかを失念する、と言った具合である。

#### 街を護る五人の魔女
綾火と下記4人で五人の魔女である。
氷尾 凍子（ひお とうこ）
声 - 阿澄佳奈
氷を操る工房の魔女で街を護る五人の魔女の一人。灯火苗とは親戚関係。仄や綾火と同じく冬月高校の生徒であり、副生徒会長。
内巻きの髪と巨乳が特徴。内気だが温厚で気さくな性格。仄に対しても好意的である。危険が生じるとその度合いに応じて魔力を発揮するタイプで、命の危険を感じると街を大寒波で包み込むほどの潜在力を秘めている。しかし、自身はうまくコントロールできないため、戦闘には不向きである。由緒ある魔女の末裔であるが、色々なことがあって没落しており、火々里家の離れの小さな小屋で両親と11人の妹と暮らしている。そのため苦学生であり、生徒会がない日は様々なアルバイトをしている。「姫様」の特権「生殺与奪権」により綾火が副生徒会長となった以降、副々生徒会長という微妙な地位に移った。綾火を過剰に敬愛している。主食はアイス。
乙女橘 りのん（おとめたちばな りのん）
声 - 下屋則子
冬月高校の2年生。冬月市の番長で、通称「熊殺しのりのん」（かつて冬月高校の元生徒会長と共に、動物園から脱走した「熊吉」という名の虎を締め落としたことがあるため）。霞の師匠でもある。
口調は丁寧だが性格は凶暴。しかし友達思いでもある。が、思い込みが激しく、単純。額の3本傷は対虎戦における名誉の負傷で、頭に血がのぼると傷口が広がり血が滲む。普段は気狂みパジャマ集団「天竺」のリーダーだが、街を護る5人の魔女の1人で実質的リーダーでもあり、霞の師匠。パワー系の魔女で、身体の一部、または全体を鋼鉄で覆う魔法「スティールコーティング」を使う。元生徒会長とは中学時代の親友。頭には番長の証「竜の歯（ドラゴントゥース）」を装着している。
初登場時は暴力事件を起こして停学中の身だったが、親友である生徒会長から相談を受けた際に「多華宮仄に散々弄ばれて捨てられた」という言葉を鵜呑みにしてしまい、天竺のメンバーを総動員して校舎に破壊の限りを尽くし、仄に決闘を申し込んだが、KMM団が乱入したことをきっかけに綾火に制裁を受けて倒される。後日、生徒会長が自分を騙していたことを知って憤慨し、彼女を追い回して制裁を加えた。
深影 棗（みかげ なつめ）
声 - 石原舞
冬月高校の生徒。工房の魔女で街を護る5人の魔女のリーダー。深影恭一郎の姪。
伝統ある魔女の一族・深影家の次期当主候補で、得意分野は「分析」と「解体」。ウィークエンドに対し瞬時に全爆弾を解除する力量を持つ。性格はどこか頼りなさげで、母・栞にはまったく逆らえない。常に手袋をしているが、これは母の呪いを遺伝しているため。
叔父の恭一郎は魔法の師であると同時に愛しており、恭一郎が悪く言われると必死に弁明する。母によって歪められた彼を真人間に戻すのが目標だという。
昏峰 あとり（くらみね あとり）
声 - 葉山いくみ
冬月高校の生徒で、街を護る5人の魔女の1人。諜報担当。獣耳を持ち、内気で会話は相棒の人形を使った腹話術で行う。相棒は「口が悪くて熱血漢」という設定。大剣「アーロンダイト」と鉄製の「そろばんブレード」を持っている。火々里家に仕えている。

### 塔の魔女
クロノワールシュヴァルツ・シックス
声 - 釘宮理恵
仄と魔女たちの接触後に冬月市に現れた塔の魔女。一人称は儂（わし）。見た目は少女だが数百年を生きており、かざねとは古くからの知人。ワニの使い魔（鰐紳士）を連れている。
かざねに「魔女たち（ヴァルプルギス）の夜」の始まりを告げ、仄にかけられた封印を解くように彼へ飴玉を与えた。その後は「綾火の排除」を避けて封印が完全に解けるのを待つ日々を送っている。一度魔女たちを集めて洗脳し、封印を解かせる計画を立てていたが、実行する前にかざねの勘違いで「魔女狩り」にあってしまい、捕まってボコボコに拷問されてしまった。
一方で、メデューサの真の目的を理たり、ウィークエンドに利用されていることに気づきながらそれに乗り、計画が失敗した彼女を一蹴したり、テレビアニメ版ではかざねと正面から互角に渡り合える強さを見せるなど、底の見えない存在。本気で戦闘を行う際には、トカゲのような姿に変化する。大好物は「強い魔女の松果体」。
名前が長いため、場合によっては「クロノワール」と表記されることもある。
クロノワールとかざねの出会いについては魔女の恋人に描かれている。
鰐紳士
声 - 長克巳
スーツとハットを華麗に着こなす人型のワニの使い魔。クロノワールシュヴァルツから「セバス」と呼ばれ、彼女のことを「お嬢様」と呼ぶ。両頬に大きな傷がある。クロノワールシュヴァルツの命で、冬月市の塔の魔女全員を力尽くで集めるなど、高い実力を持つ。
メデューサ
声 - 沢城みゆき
塔の魔女であり、KMM団団員たちの師匠。物だけではなく「封印」や「時間」と言った概念すら石化させることができる、クラフトワークの1つである土の元素魔法アースクラフト「石眼石手」を持つ。弟子への態度は厳しいものがあるが基本的には弟子想いであり団員たちを「娘」と呼び、彼女たちから慕われている。
かざねにより石封（モノリス）に封印されていたが、仄を手に入れるべく自力で封印を破って逃亡し、かざねの自宅を訪れた彼と綾火を襲った。一時は綾火を圧倒するが、自身が不完全だったことと白姫の登場により、敗北する。かざねに（白姫の復活が）ばれないようにと綾火の計らいで多華宮家へ隠されるが、結局はKMM団の暴走によって仄が捕縛されたせいでかざねに見つかってしまい、ローテンブルクの魔女に引き渡された（拷問したがるかざねから無理やり強奪した）がそこから逃げ出した様子。以来、就職活動をしながら逃亡生活を送ることとなった。ウィークエンド戦終盤で霞とニーチの戦いに乱入し（ただし、霞を助けたわけではない）、しかも、（たんぽぽ以外の）弟子たちがまともに戦わないのを見て激怒し、たんぽぽ以外の弟子全員を修行と称して連れ去った（このため、たんぽぽは置いて行かれる格好となった）。しばらく潜伏していたが、突然脈絡なく多華宮家の向かいに「目出兎」と名乗り引っ越してくる。自身に動揺しない小町に何か思うところがあるのか、特に暴れる様子は見せていない。
力を欲し「石眼石手」を継承した何代目かの「メデューサ」であるが、現在は力の源である目と手を封印されたため、不完全な形でしか利用できない状態となっている。クラフトワークによる破壊は工房長の街との契約でも修復できず、それゆえかざねは自宅の破壊をメデューサによるものと勘違いして白姫の封印が解けたことに気付かなかった。
物語終盤において仄の力によってアークスラフトの力と呪いを解かれ、元の美しい姿に戻った。
ウィークエンド
声 - 平野綾
大勢の部下を引き連れ、仄の中に眠る白姫の力を手に入れるために冬月市へやってきた塔の魔女。かざね同様「終わりの魔女」の称号を持った実力者であるが、名前は「終わりの魔女」としての名であり、本名は不明。戦闘力は高くない一方、それを圧倒的な知略や戦略で補っている。しかし、自身の策に絶対的な自信を持つあまり、想定外のことが起きると脆い一面がある。古い魔女を嫌い、部下は全て若い魔女。塔・工房問わず若い魔女に敬意を払っており、部下の人望は厚い様子。
若いころに白姫と関わり、彼女の圧倒的な「破壊と再生」に魅入られて以降は破壊と再生の魔法研究の道に進んだ。戦場を好み渡り歩く中で、爆弾魔法兵器「ゲヘナの火」を開発し、魔女のみならず一般人をも殺すその力は世界を変えうるものと認められ、魔女最大の名誉「アルティマシュリ行き」を命じられる。しかし、それを拒絶したために「終わりの魔女」の称号を受け、逃亡生活に入った。
そして白姫エヴァーミリオンの力を得るべく数年がかりの計画を練り、メデューサやクロノワールシュヴァルツを利用して白姫の封印を解いた後に行動を開始。事前に仕掛けておいた爆弾魔法で町全体を攻撃し、かざねの魔力を奪って彼女を無力化した。また、全身に爆弾を仕掛けた人質を用いるなど、工房の魔女たちを翻弄するが、仄と綾火の想定外の行動を前に計画が狂い、撤退。ウィークエンドを喰らおうと現れたクロノワールシュヴァルツとの戦闘に敗北し、かざねに捕縛されて囚われの身となった。
その後はかざねとの契約により、冬月高校に化学教師兼生徒指導（魔女である生徒を主に担当）として赴任。与えられた役割は私情を交えずキッチリとこなすタイプらしく、その生徒指導ぶりは仄をして「ちゃんと教師をしている」と言わしめるほど。アルシナにより冬月市の魔女が時間軸から隔離された際も、生徒の保護を第一に考えていた。
主な戦闘方法は事前に町中に仕掛けておいた爆弾魔法だが、他にも魔法を封じられた際に使用する時限爆弾や手りゅう弾などの通常の爆弾、自身がダメージを受けた際に瞬時に発動する自動再生魔法、使い魔らしき巨大な生物を使役する魔法を使用している。
ジブラルタアル
声 - 巽悠衣子
塔の魔女で、ウィークエンドの部下。土を操作する魔法を使う。魔法の使えない綾火と対峙し、自身の魔法で生み出したゴーレムを操って一時は優位に立つも、魔法が無くても高い身体能力を持っていた綾火の反撃により、顔面に飛び膝蹴りを受けて敗北する。
テレビアニメ版では綾火に敗北した後、クロノワールシュヴァルツに捕縛されて拷問を受けていた。
ニーチ
声 - 飯田友子
ウィークエンドの部下。水鏡の魔法によって対象を真似る能力を持っている。霞と対峙し、自身の魔法で複製した巨大化摩訶ロンを駆って互角以上に渡り合う。
最後は戦いの余波で校舎から転落しかけたかざりを助けようとした霞の隙を突き、彼女を追い詰めるも、突如現れたメデューサによって石化される。
7巻でも登場。霞＆摩訶ロンと巨大ペンギン（とたんぽぽ＆巨大ウサギ兵）の戦いに復讐として乱入するも、超々強大化した摩訶ロンに諸共踏みつぶされた。
メテオラ
声 - りょうか
仮面を着けた塔の魔女で、ウィークエンドの部下。棘の付いた球体を隕石のように降らせ、攻撃する。偶然世界に侵入し、恭一郎と対峙するも敗北した。
エヴォーク
声 - 斉藤佑圭
ウィークエンドの部下。治癒魔法を使える。
KMM団
倉石 たんぽぽ（くらいし たんぽぽ）
声 - 井澤詩織
KMM団のリーダー格。動物の耳（いわゆるケモミミ）に縦長の瞳という身体的特徴からも、人間とは異なる種族。
仲間からは「たんぽぽちゃん」、仄からは「耳の人」と呼ばれる（たまに「クライシスさん」または「クレイジーさん」と呼ばれるなど、まともに呼ばれたことの方が少ない）。
威勢のいい好戦的な性格だが、若干天然で稚拙。性知識には疎い。上記のような特徴の割には比較的識人であり、綾火や霞にツッコミを入れたり、仄に魔法のアドバイスをすることもある。
塔の魔女として最初に仄を襲撃し、彼に魔法世界の存在を知らしめるきっかけとなった。その後、仲間と共に冬月高校へ転入し、仄の肉体に宿る白姫を狙って綾火や霞との戦いを重ねる。しかし、KMM団で最も攻撃的な性格から暴走しやすくトラブルメーカーであるため、綾火の忠告に反発して手柄を示そうとメンバーを引き連れて動いたことで、メデューサの所在をかざねに知らせてしまうという大失態を犯している。
式神使いでもあり、「白ウサ騎紙（きし）団」と呼ばれるうさぎ兵士の数十体を一度に指揮できる。しかし、どれも成分は紙なので火には非常に弱く、綾火とは根本的に相性が悪いものの、当の本人は懲りもせず反省もしない。
ウィークエンドとの闘いの終盤で、迎えに来たメデューサに置いていかれてしまい（メデューサの項でも記載しているが、実際はたんぽぽ以外のメンバーがまともに戦わないのを見て激怒し、連れ去ってしまったため）、そのまま多華宮家に三度居候している。一時期、綾火を倒すために霞と同盟を組んだが、綾火に気づかれすぐに崩壊した。その後も色々と霞にパシられることが多いが、徐々に打ち解け合い、霞からも信頼を得つつあるらしい。その一方で、メデューサにたびたび近況を報告しており、仄の監視をしている。
目野輪 冥（めのわ めい）
声 - 飯田友子
たんぽぽと行動を共にし、黒いスライムを操って空間歪曲魔法を使う。長いウェーブヘア。目に眼帯を着けており、お揃いの眼帯を着けたコーストフェンリルという種のオオカミの赤ちゃんを飼っている。赤ちゃんオオカミは自力で歩けないので、冥がいつも肩に乗せている。性格はがさつで口が悪い。綾火に対して「一度でいいから抱かれたい」、といったレズのような発言をしていたことがある。
メデューサと共に匿われていた時にかざねらの目前で堂々と仄を捕縛したため、メデューサが匿われていることをかざねに知られる直接の要因を作ってしまった。
飾 鈴（かざり りん）
声 - 麻倉もも
愛称はカザリン。たんぽぽと行動を共にし、死霊使いの一種である骨使い（ボーンアニメーター）。爬虫類の骨を摩訶ロンと同じくらい巨大化させて操ることができる。鈴の髪飾りを付けたボブカットで、おっとりとした表情の大人しい性格。原作では「♪」など音符のみが発言であることが多いが、アニメでは少ししゃべることも。ニーチと戦っている霞を、世話になった礼として助けようと提案していた。
宇津木 環那（うつぎ かんな）
声 - 夏川椎菜
たんぽぽと行動を共にし、魔物を収めた大きな呪文書「ブラックヴァイス」を使う。一人称は「アタイ」。ツインテールに眼鏡で、陰気な表情の少女。獣耳好きでたんぽぽと仲が良く、天然ボケな彼女の突っ込み役でもある。常に白目。同人誌を書いており、綾火の命令で仄に朗読による睡眠学習（内容は仄と綾火のストーリー）をさせられている。
桂 虎徹（かつら こてつ）
声 - 日岡なつみ
たんぽぽと行動を共にし、日本刀「虎鉄」を扱う。眼鏡にショートカット、武士のような口調の少女。KMM団だけでなく、剣道部にも入部届を出している。
星組
あい
声 - 又吉愛
金髪に赤色が一房混じった少女。普段は迷子に親切に接する優しさを見せる一方、魔女としての目的のためにはそれらを意に介さない「塔の魔女」らしい魔女。大型の剣と2丁の魔法拳銃（グロック17）を使う。使用する弾丸は根の部分が星型になっている。星組であることを誇示して他の塔の魔女を威圧することもある。
仄を狙って冬月高校へ転校した際、クロノワールシュヴァルツに洗脳される。それをかざねに解いてもらう条件として、仄に手出ししないことを約束させられている。
まい
声 - 白石真梨
右側頭部にサイドポニーにして結んだ髪と褐色の肌が特徴の魔女。使用する武器や魔法は不明。星組で飼っているリャマに乗って登校する。
みい
声 - 黒田友佳
キツネ耳、キツネ尾の魔女。巨大なハサミを武器に戦う。使い魔はお面をつけたキツネで、みいがクロノワールシュヴァルツに洗脳されている間はクラスで飼われていた。原作では口数が少ないが、アニメ版では京言葉で威勢よく話していた。

### 冬月高校
深影 恭一郎（みかげ きょういちろう）
声 - 興津和幸
冬月高校の化学教師で、生徒会顧問。理事長直属の魔法使い。深影棗の叔父で、栞の弟。
由緒正しい魔法使いの一族・深影家の一員で、能力の高い魔法使い。得意分野は結界魔法で、記憶操作にも精通している。正式には工房所属ではないが「街の樹の管理者」として重要な立場を担っていたり、魔法を目撃した一般人の記憶を改竄するといった工房の魔女のサポートを行っている。
姉・栞の存在によって女性不信となり、さらに彼女の洗脳によって仄に歪んだ感情を抱いているため、綾火から変態として警戒されている。一方、仄と綾火の幼少時の記憶を消去した張本人でもあり、彼らのことを気にかけている。
鬼灯 火苗（ほおずき かなえ）
声 - 大地葉
火々里家の親戚で、火々里綾火親衛隊の隊長。
中学時代、かざねに命じられて凍子と共に綾火の世話係となる。当初は彼女を認めていなかったが徐々に好きになり、今では親衛隊としての職務に邁進する。
銀髪のショートカットで、サバサバとした口調と性格。綾火が直接仄を護衛できるようになるまでは何かあるたびに仄に制裁を加えていた。綾火と仄が直接関係し合うようになると手は出さないがよくは思っていない。
田沼 佳子（たぬま よしこ）
声 - 阿久津加菜
冬月高校の生徒で、霞の同級生で親友。渾名は「たぬたぬ」。
ツインテールを団子状にした変わった髪型の少女。気弱で虐められやすい性格。中学時代に同級生となった霞に助けられ、以後親友となる。霞のブラコンを理解しているつもりだが、彼女がさらにその上を行く言動をするためよく戸惑う。7巻では一緒にアニメのDVDを観ていた。
出会った当初は霞のことを「天使」と称しており、ファンのような心持だった。が、気にかけられた理由として「その髪型超面白い」と言われたことから別の意味で尊敬して、以降は等身大の友人して見るようになる。
生徒会長
声 - 櫻井浩美
冬月高校の生徒会長で火々里綾火親衛隊・総指揮官。本名不明。金髪縦ロールが特徴。
高圧的な性格の少女で、綾火の隣に立つ仄を敵視する。仄の排除を目論むものの、逆に綾火の特権によって生徒会長職を追われてしまう。その後、親友のりのんを騙す形で生徒会長となった仄を追い落とそうとするが（実際は仄の株を上げる作戦に協力してもらうつもりが、冗談を真に受けたりのんを見て魔が刺してしまった）、これも失敗。騙されたことを知ったりのんに報復される。後に地位向上のために綾火に協力したことで、副々々生徒会長として復帰した。
実は元不良。りのんと同じチームだったが、「高校は真面目に生きたい」と抜けていた。「熊殺し」もりのんと一緒にやったことらしい。

### その他
多華宮 小町（たかみや こまち）
声 - 川澄綾子
仄と霞の母。職業はOL。天然で穏やかな性格だが、自分に不利になればささいなことでも泣き出して家事を放棄するという厄介な一面も持っている。学生時代、陰湿で劣悪ないじめを受けていた所を当時女番長であったかざねに助けられたのをきっかけに彼女と仲良しになり、その末に同性結婚すら考えたほどの親友。しかもどんな状況でもかざねの声を聞いただけで瞬時に回復するなど、彼女のことが大好き。仄と綾火の許婚を提案した張本人で、その理由は「子供が結婚すれば、かざねちゃんは私とずっと一緒」というもの。
背中には綾火のお腹の傷と同じ傷を持っており、綾火は「同じ何かによって負わされたもの」と考えている。小町が背中に傷を受けた年に仄が生まれている。この事件が元で「仄がかざねの血を継いでいる」と栞は言っている。
霞の友人の佳子や居候の魔女達からも、「ママさん」と呼ばれて慕われている。夫のこともちゃんと愛しており、「仄くんがパパに段々似てくるから寂しくない」とのこと。
メデューサ相手にも臆せず親しく接することができる。強大な力やカリスマの影響を受けず、恐れない。これは仄、霞にも共通した性質になっている。
火々里 火陽（かがり かよう）
綾火の母にして火々里家の元当主。九尾の魔女と呼ばれる悪名高い魔女。
白姫エヴァーミリオンを弱らせ囚えた上でその力の器を作り上げるべく、「魔女とは血筋そのもの」という考えの元で火々里家の人間の火の血筋を代々濃くしてきた。綾香（綾火）はその最高傑作となるはずだったが、仄に幽閉を解かれた上に仄がエヴァーミリオンの器となったことでその野望は潰える。かざねに「魔道ではなく外道」とその所業を咎められ、幽閉された。
火陽の幽閉後はかざねが当主となり、火陽によって懐柔されていた火々里家の一族はそのほとんどが粛清された。しかしそれでも生き残った者を手足とし、幽閉から脱出するために暗躍する。
キオラパメラ
時空を漂う多世界転移魔女。アルシナの家具コレクションの中にいたが無理やり変化させられていたわけではなく、アルシナと契約し家具化を受け入れることでかろうじてこの世界との繋がりを保っている。かつて12星座の東の魔女に座していた。
かざねですら脱出不可能な結界魔法・次元牢を操る。しかし悪意や害意は基本的には持っておらず、アルシナの言うがままに使役されているのみである。明るい場所が苦手で争いにも飽いており、静かな場所で過ごしたいとだけ思っている。
ペナルティーなしで次元を渡り歩ける特殊な肉体を持っているがすぐにどこかの次元に飛んでいってしまうらしく、さらに精神は次元渡りへの耐性は持っていないため、アルシナとの契約なしでは一つの次元に留まることすら難しくどんどん精神がおかしくなってしまうという性質を持っている。

## 用語
冬月市（とうげつし）
仄や綾火が住んでおり、物語の舞台となる街。かざねが冬月市の工房の魔女を束ねる工房長を務め、12区内100名以上の工房の魔女が存在する。
冬月高校
仄たちが通う高校であり、冬月市における魔女の工房。理事長はかざね。独自の規律があり、文化祭の時期に頭脳・容姿などが最も優秀な生徒を投票で選出する。その者は「王子様/姫様」と呼ばれて全生徒の模範となり、「王子/姫」は理事長に次ぐ権力を持つという慣習がある。
火々里綾火親衛隊
生徒会直下精鋭部隊で、仄の前の生徒会長が総指揮を執っていた。綾火のファンクラブ運営、スケジュール管理、護衛などを務める。仄のことは「姫様の隣に居座る身の程知らず」との認識で一致しており、彼に激しい殺意と憎悪を向けて排除を目論んだが、失敗に終わる。
バベル
冬月高校の裏山に高くそびえ立つ学園長邸宅。お金が貯まるたびに増築して階が増えることから「バベル」と呼ばれていたが、白姫のファイアクラフトにより全壊した。
破壊当時はメデューサが脱獄していたため、かざねはメデューサのアースクラフトによって破壊されたと勘違いした。
工房の魔女
正式名称「アルティマシュリアの工房の魔女」。本部はアルティマシュリ（＝世界の果て）に存在する。人が集まり町となった場所に工房を建て、その町で魔法が悪用されないように管理する。夜に活動することが多いため、魔女姿は黒が基本となっている。普段は箒で町を見回っており、町を守護するのは5人の高校生と決まっている。
塔の魔女
正式名称「象牙の塔の魔女」。象牙の塔とは、研究に没頭して現実社会からかけ離れた学者や学者の理想郷のような意味合いを持っており、研究成果を出すためなら他人や社会がどうなろうと意に介さない。魔女姿が白めなのは、象牙色をシンボルカラーとしているためである。塔の魔女同士でも派閥があり、仲間意識は皆無に等しい。
KMM団
塔の魔女5人組で作成した同好会。メデューサの弟子でもある。同好会名は環那が命名しており、何の略なのかもたんぽぽは知らないが実は正式名称は「ケモミミを身近で愛でる団」。部室が割り当てられていたが、メデューサ戦の煽りを食らって校舎ごと爆砕され、綾火により多華宮家で居候（という名の隔離）の身だったが、たんぽぽが綾火の忠告に反発してメンバーと共に暴走したためにメデューサの所在を知らせてしまった。その後、かざねからも「ザコだから」という理由で放免され、正式に多華宮家の居候の身となる。メンバー全員、あまりにも単純すぎる嫌いがあり、アニメではクロノワールシュヴァルツをして「リアクション薄い」「メデューサめ、（こいつらを）甘やかしおって…」とぼやかせている。
星組
塔の魔女3人組で作成されている以外、不明。一応それなりに勢力はある様子。
ローブ
魔女の纏う外套。一般人が魔女に気づくことが出来なくなる呪い(まじない)がかけられており、纏えば一般人は魔女を知覚できなくなり、無意識に魔女を避けるようになる。魔女同士には効果は無い。呪いはローブを纏った時に発動し、人に触れるとその効果を失う。他にも体を軽くしたり、箒を収納するなど、色々な機能が備わっている。
ヴァルプルギスの夜
アルティマシュリにいる大魔女たちが現世にやってくること。彼女たちの判断を求めるなどのために多くの魔女が集う集会となる。また、転じて多くの魔女が集まって大騒ぎになることを指してこう呼ばれる。
魔女狩り
相手側の魔女を殲滅・捕獲する行為。通称「カチコミ」。本編ではメデューサの襲来および白姫の覚醒と攻撃によって邸宅が全壊させられたことへの怒りから、冬月町内の工房の魔女全員に緊急招集を発令・執行している。
ノブレス・オブリージュ
強さとは気高さと美しさをもってなされるという、魔女の古い契約。気高さと美しさをもって行動する際、契約者は10倍の魔力を得られるが、二重契約などの契約違反を犯した場合は10分の1の魔力となる。
不和のリンゴ
世界の果ての「ヘスペリデスの園」に植えられた果実。一時的に魔女の力を融合する。ただし、元から別の魔女と契約している魔女が使用した場合は契約違反の「二重契約」となり、弱体化する。
終わりの魔女
魔女に与えられる称号の1つで、正しくは「存在するだけで世界を終わりに近づける忌むべき魔女に与えられる称号」。一定年数を生きたり魔力があるレベルまで達するなど、様々な条件を満たすことで与えられる。作中でこの称号を持つ者は、かざね（バッドエンド）とウィークエンドが確認されている。
終わりの魔女に指定された魔女は通常は指名手配されて刺客に追われることになり、魔女としての活動が行えなくなる。
アルティマシュリ
偉大なる魔女たちの住む世界の果てにある街。一定以上の成果を上げて上層部から認められた魔女だけが、行くことを許可される。
ここでは永遠の命を与えられ、好きなことをいつまでも自由に研究できる。魔女にとってアルティマシュリ行きは自分の力や研究が認められた証として名誉なことであり、それらは大魔女として永遠に魔女歴に刻まれる。
街との契約
人が集まる場所には数年経過すると人の意識集合体が生じ、街を守ろうと働く。それは大きな1本の樹という形で現れ、歴代の工房長はこの樹との契約を義務付けられている。契約者は樹に魔力を提供する代わりに樹は街に結界を張る。街に魔力を吸われるため、並大抵の魔女では契約を行えない。街に甚大な被害が出て契約者が魔力を使い切ると契約が解除され、契約者不在の状況になり、契約を前提に魔法を行使している工房の魔女は魔法の行使が不可能になる。
結界
街と工房の魔女との契約によって生じる結界。魔法による破壊行為が起きた際は一般人を守り、建物を修復し、記憶を改竄し、魔法による破壊行為を無かったことにする。
発動のタイミングは様々であり、街は一般人の回復を最優先するため、魔法による破壊行為の発生から即座に一般人の記憶が消されるわけではない。街全体に甚大な被害が及んだ場合は、街は一般人の魔法によるダメージの治療の後、特殊な結界（偶然世界）に一時的に避難させ、街が修復された後に記憶を消し、元の世界へ戻す。
発動範囲・時間は契約後に書き換えることが可能なようで、平和な街ほど魔法による軽いダメージは無視する・夜の数時間のみ契約を機能させる等、契約の負担を減らして履行する街が増えている。契約者は契約を履行している間は魔力を提供し続けないといけないため、街の外へ出られない。
結界による保護対象（一般人以上）も指定可能なようで、かざねが契約者の時は魔女は回復しなかったが、仄が契約者の時は塔の魔女を含めた全員が回復している。
クラフトによる破壊行為は結界の修復対象外であるため、ファイアクラフトの力によって破壊されたバベルは修復されなかった。
偶然世界
街が魔法被害にあった一般人を避難させるための特殊結界。塔の魔女が侵入しているため、外部から侵入が可能な領域であることがうかがえる。作中では仄（精神体）と塔の魔女メテオラに侵入されている。
傾国の君
クロノワールが白姫の封印を解くために精製した飴玉状の魔法薬。生成には膨大な魔力を必要とする。
火弾の射手
綾火が仄から一定以上の魔力量を引き出した状態（テンペストモード）の時に出現する竜。射撃攻撃が可能で、作中ではビームのような物を発射し、建物に甚大な被害を出している。
ゲヘナの火
ウィークエンドの爆弾魔法の1つ。冬月市を爆破するのに用いられた爆弾の原型として、ウィークエンド・かざね・クロノワールなど多くの魔女が一般人同士の争い（戦争）などに参加していたころにウィークエンドが編み出した魔法兵器であり、ウィークエンドが終わりの魔女として指定された理由の1つでもある。
血の契約を施せるが、爆弾にこの契約がなされている場合は、起爆および解除は血の契約者にしか行えない。
竜の首（ハイドラヘッド）
強大な力を得るために人としての肉体を捨てた魔女たち。
魔女が到達点として目指している「ウィッチクラフト」を真似た魔法、「準ウィッチクラフト（セミクラフト）」を作り出した魔女の総称。ウィッチクラフトと違い混ざりものの多いセミクラフトは生身では扱いづらく、その力を使役するためには肉体を捨てたり獣と融合して強固な肉体を得たりする必要があった。そのためミルファウストやバロウズデートなど、見た目も人外のそれになっている者が多い。魔女の間では外法と認識されているらしく、「ならず者の魔人」「紛い物のクラフト使い」などと蔑まれている。キオラパメラが「かつてアルシナと敵対していた」と言っていたことから工房の魔女に追われるべき存在であったようだが、アルシナの指示で召集をかけられるなど現在は工房の魔女により管理されている模様。
最も古いセミクラフトは準ファイアクラフトであり、その力が余りにも不安定であったためその力は９つに分けられ９人の魔女がそれを継いだ。その魔女たちをハイドラの首になぞらえハイドラヘッドと呼んだのが始まりとされる。

## 書誌情報
単行本のカバー裏には、本編で語られなかった裏設定が掲載されている。
- 水薙竜『ウィッチクラフトワークス』講談社〈アフタヌーンKC〉、全17巻
  1. 2010年11月5日発売[18]、ISBN 978-4-06-310713-5
  2. 2011年7月7日発売[19]、ISBN 978-4-06-310760-9
  3. 2012年3月7日発売[20]、ISBN 978-4-06-387810-3
  4. 2012年11月7日発売[21]、ISBN 978-4-06-387849-3
  5. 2013年5月7日発売[22]、ISBN 978-4-06-387884-4
  6. 2013年11月7日発売[23]、、ISBN 978-4-06-387931-5
  7. 2014年7月7日発売[24]、、ISBN 978-4-06-387981-0
  8. 2015年1月7日発売[25]、ISBN 978-4-06-388026-7
    - DVD付き限定版[26]、、ISBN 978-4-06-358712-8

  9. 2015年11月6日発売[27]、ISBN 978-4-06-388099-1
  10. 2016年11月7日発売[28]、ISBN 978-4-06-388201-8
  11. 2017年8月7日発売[29]、ISBN 978-4-06-388282-7
  12. 2018年6月7日発売[30]、ISBN 978-4-06-511537-4
  13. 2018年12月7日発売[31]、ISBN 978-4-06-513898-4
  14. 2019年11月7日発売[32]、ISBN 978-4-06-517558-3
  15. 2020年10月7日発売[33]、ISBN 978-4-06-520913-4
  16. 2021年7月7日発売[34]、ISBN 978-4-06-524050-2
  17. 2022年3月7日発売[35]、ISBN 978-4-06-527105-6
- 水薙竜『ウィッチクラフトワークス EXTRA』講談社〈アフタヌーンKC〉、既刊2巻（2023年12月7日現在）
  1. 2023年2月7日発売[36]、ISBN 978-4-06-530575-1
  2. 2023年12月7日発売[37]、ISBN 978-4-06-533914-5
  3. 2024年11月7日発売[38]、ISBN 978-4-06-537470-2

## 評価
単行本第8巻は、まんが王八王子店における2015年1月4日から同年1月10日までの集計で、通常版が第1位、限定版が第9位を記録した。

## テレビアニメ
| 原作                            | 水薙竜（講談社 『good!アフタヌーン』連載）                                                |
| 監督・シリーズ構成              | 水島努                                                                                    |
| キャラクターデザイン 総作画監督 | 冷水由紀絵                                                                                |
| プロップデザイン                | 矢向宏志                                                                                  |
| ビジュアルコーディネート        | 辻田邦夫                                                                                  |
| 美術監督                        | 黒田友範                                                                                  |
| 色彩設計                        | 石田美由紀                                                                                |
| CGIディレクター                 | 井野元英二                                                                                |
| 撮影監督                        | 大河内喜夫                                                                                |
| 編集                            | 後藤正浩                                                                                  |
| 音響監督                        | 岩浪美和                                                                                  |
| 音楽                            | TECHNOBOYS PULCRAFT GREEN-FUND                                                            |
| 音楽プロデューサー              | 佐藤純之介                                                                                |
| プロデューサー                  | 山田美優紀、土屋潤一郎、細川修 木皿陽平、林洋平、木下満寿裕 鈴木薫（アニメーション制作P） |
| プロデュース                    | 湯川淳、松下卓也、松倉友二                                                                |
| アニメーション制作              | J.C.STAFF                                                                                 |
| 製作                            | ウィッチクラフトワークス 製作委員会                                                       |

2014年1月から同年3月まで放送された。全12話+原作第8巻限定版同梱OAD1話。
監督とシリーズ構成は『XXXHOLiC』や『おおきく振りかぶって』の水島努、キャラクターデザインは『とある科学の超電磁砲S』でサブキャラクターデザインを担当した冷水由紀絵、アニメーション制作は『じょしらく』や『とある科学の超電磁砲S』のJ.C.STAFF、3DCGは『銀河機攻隊 マジェスティックプリンス』のオレンジがそれぞれ担当する。
プロデュースを担当した松倉友二はインタビューに際し、原作の雰囲気の再現における炎の表現に試行錯誤を重ねたことや原作の情報量の多さに苦労したことを述べている。

### プロモーション
2012年11月7日に『good!アフタヌーン』25号でテレビアニメ化が発表された後、2013年12月29日にシネマート新宿で第1話の先行上映イベントが行われ、小林裕介、瀬戸麻沙美、茅野愛衣、井澤詩織ら主要声優陣や、オープニングテーマ歌手のfhánaが登壇した。
2014年2月1日・2日にはJR秋葉原駅構内のイベントブースにて、テレビアニメ版の第1話から第4話までを振り返るスペシャルパンフレットの配布、ダイジェスト映像の上映、キャストメッセージ入り限定待ち受けのダウンロードなどが実施された。
2014年5月3日にはシネマート新宿で全話一挙上映イベントが行われ、主要声優陣によるトークショーも実施された。

### 評価（アニメ）
放送開始後、AV Watch編集部が実施したアンケート企画「'14年1月期アニメ、どれを観る?」では、第1位の『中二病でも恋がしたい!戀』に次ぎ、第2位を記録した。また、イードが実施した「アニメ！アニメ！冬アニメアンケート」では総合で第10位、男性で第6位をそれぞれ記録した。

### 主題歌
「divine intervention」
fhánaによるオープニングテーマ。作詞は林英樹、作曲は佐藤純一、ストリングスアレンジは川本新、編曲はfhána。
「ウィッチ☆アクティビティ」
#KMM団によるエンディングテーマ。劇伴も担当したテクノポップユニット・TECHNOBOYS PULCRAFT GREEN-FUNDが作詞・作曲・編曲を手がけた。ミックスのエンジニアは寺田康彦。リスアニ!のウェブ版にて、テクノポップのサウンドに乗せた「ピッピコピッピコ」のフレーズが中毒になると評された。本曲を収録したシングルのジャケットはドイツのテクノポップユニット・クラフトワークのアルバム『人間解体』のオマージュであり、曲名は同じくクラフトワークのアルバム『放射能』（Radio-Activity）をもじっている。
TECHNOBOYS PULCRAFT GREEN-FUNDが手がけた本曲のリミックス「ウィッチ☆アクティビティ [k]momimi NON STOP」は、アニメ本編で使用されなかったものの、アニソン・クラブ界隈では人気曲で、同ユニットの代名詞となっているという。
「Saturday Night Witches」
KMM団による挿入歌。作詞・作曲・編曲はTECHNOBOYS PULCRAFT GREEN-FUND、ミックスのエンジニアは飯尾芳史。リスアニ!のウェブ版では「濃厚な空気感が夜の雰囲気を醸し出し、爽やかな昂揚感が持続する心地好いサウンド」と評された。
後に松岡英明をゲストボーカルとして起用したセルフカバー曲「土曜の夜は魔女の生きがい」が制作され、2014年5月発売のサウンドトラックに収録された。

### 各話リスト
| 話数   | サブタイトル                     | 脚本       | コンテ     | 演出                         | 作画監督                                       |
| ------ | -------------------------------- | ---------- | ---------- | ---------------------------- | ---------------------------------------------- |
| 第1話  | 多華宮君と炎の魔女               | 水島努     | 水島努     | 水島努                       | 矢向宏志                                       |
| 第2話  | 多華宮君と魔女達の思惑           | 水島努     | 佐山聖子   | 高島大輔                     | 木本茂樹                                       |
| 第3話  | 多華宮君とクロノワールの罠       | 水島努     | 鈴木洋平   | 桜美かつし                   | 小渕陽介、藤沢望                               |
| 第4話  | 多華宮君といじわるな妹           | 水島努     | 二瓶勇一   | 池端隆史                     | 直谷たかし                                     |
| 第5話  | 多華宮君と石眼石手の魔女         | 横手美智子 | 谷口悟朗   | 桜美かつし                   | 石井哲哉、藤部生馬 村上雄                      |
| 第6話  | 多華宮君と愛の試練               | 吉田玲子   | 後藤圭二   | 後藤圭二                     | 矢向宏志、熊谷勝弘 藤部生馬、直谷たかし        |
| 第7話  | 多華宮君とノブレス・オブリージュ | 横手美智子 | 佐山聖子   | 高島大輔                     | 木本茂樹                                       |
| 第8話  | 多華宮君と火々里さんの傷         | 吉田玲子   | 鈴木洋平   | 鈴木洋平                     | 直谷たかし、藤部生馬 矢向宏志、関口愛          |
| 第9話  | 多華宮君と終わりの魔女           | 横手美智子 | 桜美かつし | 桜美かつし                   | 佐藤麻里那、鶴本慎子 橋本真希、関口愛 小渕陽介 |
| 第10話 | 多華宮君とウィークエンド・前編   | 吉田玲子   | 二瓶勇一   | 高島大輔                     | 石井哲哉、藤部生馬 村上雄                      |
| 第11話 | 多華宮君とウィークエンド・中編   | 水島努     | 二瓶勇一   | 鈴木洋平 桜美かつし 高島大輔 | 熊谷勝弘、直谷たかし 矢向宏志                  |
| 第12話 | 多華宮君とウィークエンド・後編   | 水島努     | 水島努     | 水島努                       | 木本茂樹                                       |
| OAD    | 多華宮君と妹の悪巧み             | 吉田玲子   | 二瓶勇一   | 高島大輔                     | 冷水由紀絵、直谷たかし                         |

### 放送局
| 放送期間               | 放送時間                     | 放送局     | 対象地域   | 備考                          |
| ---------------------- | ---------------------------- | ---------- | ---------- | ----------------------------- |
| 2014年1月5日 - 3月23日 | 日曜 22:30 - 23:00           | TOKYO MX   | 東京都     |                               |
| 2014年1月7日 - 3月25日 | 火曜 3:35 - 4:05（月曜深夜） | テレビ愛知 | 愛知県     |                               |
| 2014年1月8日 - 3月26日 | 水曜 23:30 - 木曜 0:00       | AT-X       | 日本全域   | CS放送 / リピート放送あり     |
| 2014年1月9日 - 3月27日 | 木曜 0:30 - 1:00（水曜深夜） | BS11       | 日本全域   | BS放送 / 『ANIME+』枠         |
|                        | 木曜 2:43 - 3:13（水曜深夜） | 朝日放送   | 近畿広域圏 | 『水曜アニメ〈水もん〉』第2部 |

インターネットでは、バンダイチャンネルにて2014年1月9日より毎週木曜12時に有料配信されたほか、ニコニコ生放送にて2014年1月15日より毎週22時より配信された。

### BD
| 巻 | 発売日        | 収録話          | 規格品番  |
| -- | ------------- | --------------- | --------- |
| 1  | 2014年3月26日 | 第1話 - 第2話   | BCXA-0816 |
| 2  | 2014年4月25日 | 第3話 - 第4話   | BCXA-0817 |
| 3  | 2014年5月28日 | 第5話 - 第6話   | BCXA-0818 |
| 4  | 2014年6月20日 | 第7話 - 第8話   | BCXA-0819 |
| 5  | 2014年7月25日 | 第9話 - 第10話  | BCXA-0820 |
| 6  | 2014年8月27日 | 第11話 - 第12話 | BCXA-0821 |

### アプリ
- 嫁コレ（スマートフォン向け）
  - 火々里綾火（NECビッグローブ→HEROZ、2014年2月25日配信）
  - 多華宮霞（NECビッグローブ→HEROZ、2014年5月30日配信）

### パチスロ
- パチスロ ウィッチクラフトワークス（DAXEL、2016年10月稼働）

### ユニットメンバー
1. ↑  倉石たんぽぽ（井澤詩織）、飾鈴（麻倉もも）、宇津木環那（夏川椎菜）、目野輪冥（飯田友子）、桂虎徹（日岡なつみ）

1. 1 2 3  シリーズ構成は公式サイトではノンクレジット。
2. ↑  前作『キルウィザード』は「水薙竜唳」名義で発表されている。
3. ↑  一回だけ「私のご主人様」と言われている。
4. ↑  なお、男性の同級生からは「あいつは付き合いが悪いんだよ」と言われ、姓名が分かる男性は教師の「深影恭一郎」以外は劇中には全く現れず、男性の友人を一人でも持っている形跡は一切ない。
5. ↑  第2の封印はむしろ綾火の計略によってりのんとの決闘を余儀なくされ、その結果封印が解けてしまったのでそうとも言い切れない。
6. ↑  仄は「かざねの血を継ぐ者」であって本来は力の暴走を怖れられるほど能力が高く、白姫の影響とはかかわりなく一般人より格段に先天的な能力が高い。またかざねに小2から小6まで師事して魔法能力なども鍛えられていて、小6の時点では綾火を色々と助け助言してあげる立場にあった。
7. ↑  テニスは1人だけで男子ダブルスで楽勝でき、試験成績は学年10位となる。
8. ↑  ウイークエンド戦の際には「本当は逃げ回っていれば良いだけの話だったのだけれど、どうしてもあの金髪女は自分の手で倒したかった」のが真の理由であるのに「街を救うため」と仄を言いくるめ、仄の命をさんざん窮地に追い込んだことなどから、「仄のため」という以外に自分の暴力欲求などを満足させるためとも思える節も多々ある。
9. ↑  中2の春に探し当てた際に、かざねに「学校の偉い人になって仄と同じ学校に行かせて欲しい」と言い、かざねが冬月高校の理事長になり、高2の5月に仄が転校してくるまでの3年間は彼の傍にいた形跡はない。
10. ↑  魔女形態によってはお腹が丸出しになって大きな傷が丸見えになるモノもある。しかし綾火も仄もお腹の傷を見せていることにも見ていることにも気が付いていなかった。綾火は仄に見られたくないものだったが、アクシデントで見られてしまう。そこで綾火は仄に母の小町にも同様の傷があることを知らされる。
11. ↑  一方、綾火が仄のことを思う強さは非常に激しく、多華宮家に地下室を勝手に増設して毎日盗撮している仄の写真で一杯にしている。また仄のぬいぐるみを多数手作りし続けている。仄の観察日記は1000巻に達している。
12. ↑  白姫からの力の供給、仄の受けたダメージを転移させて自分が代わりに受ける特権、の理由ではある。綾火の命はこの契約によって保たれており、契約の破棄や、主人である仄の死は綾火の死を意味する。通常の契約は主しか破棄できないが、綾火から破棄できるような特約事項が契約時につけられていた。
13. ↑  仄（白姫）から得ている魔力は、即座に街の全てを元通りにできるほどの量である。
14. ↑  敵はローブを着ており体重は軽くはなっているが、ローブを着ていない霞をやはりアイアンクローで引き上げているため、ローブの有無はあまり関係がない。
15. ↑  仄は普通の高校生と言っていることから極端な低身長ではなく、仄より頭一つ分以上は背が高いため身長190センチ程度とは推定される。なお、母のかざねの身長は2m超に描かれてしまっていると作者は語っている。
16. ↑  綾火が棗に無実の罪で拷問したことを謝った際に、りのんに「100%自分に非があっても100%全力で糾弾する冷酷非情な姫様が...自分よりはるかに劣るか弱き小娘に非礼を詫びるとは...」と仄のせいでまるくなってしまった姫にショックを受けている。
17. ↑  この時、かざねは出張中で、理事長代理として学校にいたクロノワールは「カオスでいいのう」と事態の収拾に全く動かなかった。
18. ↑  戦闘終了後の様子から、最終的にはかざねが勝利した模様。なお、原作者曰くクロノワールが敗北したのは、事前にウィークエンド達との戦闘で魔力が消耗していたためで、勝ち負けと言うよりは疲労でダウンとのこと。
19. ↑  テレビアニメ版の第3話サブタイトルなど。
20. ↑  再生時間はダメージ量に比例する。常時起動させているため、ダメージを負った場合は回復にかかる魔力消費が激しくなり、攻撃魔法が使えなくなる。
21. ↑  これはかざねの持論である「魔法が使えなくても強くあるもの」で、中学生時代にりのんと共に猛獣と戦わされた過去がある。
22. ↑  第1巻カバー裏の解説によると、哺乳類ネコ目ネコ科の猫娘。ネコのように発情期があり、一旦発情するとしばらく扱いが大変になるとのこと。
23. ↑  小町をいじめてからかっていたクラスメイト全員を具体的な描写もなく一瞬でかざねが「随分つまらないことをしていますね」の一言で叩きのめした。
24. ↑  クラフトによる破壊のため、原作のウィークエンド編、最後の仄による修復でも直っていない。
25. ↑  かざねは終わりの魔女として指定されていたが、工房の魔女が長年追い続けていた火々里火陽の捕縛を手土産にする形で工房入りすることで現在は指名手配が解かれている。
26. ↑  原則としてその街の工房長が契約を行う。
27. ↑  テレビアニメ版第4話にて魔法による破壊行為がニュースになっていたのは、一般人の回復が優先されたため。
28. ↑  原作のウィークエンド編では結界に避難中に契約者不在の状況に陥ったため、結界へ避難させられるはずの一般人が壊れた街に取り残された。
29. ↑  かざねが冬月市の外へ出られないのは、24時間契約を履行しているためである。
30. ↑  保護対象が増えることは魔力の消費量も増すことであり、仄が街全てを元通りにできたのは綾火に使用していた白姫の魔力があったからこそである。
31. ↑  仄は街との契約の際、追憶の回廊で迷っていた所を深影先生によって招かれた。
32. ↑  バンダイビジュアル、講談社、博報堂DYメディアパートナーズ、ランティス、ムービック、ソニーPCL、J.C.STAFF
33. ↑  本放送では「水島努」とクレジットされたが、これは誤りである。